# Afroleptomydas aridicolus
Afroleptomydas aridicolus är en tvåvingeart som beskrevs av Hesse 1972. Afroleptomydas aridicolus ingår i släktet Afroleptomydas och familjen Mydidae.
Artens utbredningsområde är Namibia. Inga underarter finns listade i Catalogue of Life.